# Yassine Ayari
Yassine Ayari (arabe : ياسين العياري), né le 26 août 1981 à Tunis, est un blogueur et homme politique tunisien.
Blogueur actif contre la censure sous le régime de Zine el-Abidine Ben Ali, il est élu député de la circonscription de l'Allemagne en 2017 puis de la première circonscription de la France en 2019.

## Biographie

### Jeunesse
Yassine Ayari naît le 26 août 1981 dans le quartier de Bab Souika à Tunis. Au cours de son enfance, il vit dans plusieurs régions de Tunisie à la suite des nombreux déplacements de son père, militaire de carrière.
Élève considéré brillant, il poursuit ses études secondaires au lycée pilote Bourguiba de Tunis. Après l'obtention de son baccalauréat en 2000, il s'oriente vers une carrière d'ingénieur et entre dans le monde professionnel en 2007.
Il dénonce en 2008 sur son compte Facebook la répression des manifestations du bassin minier de Gafsa, ce qui conduit à la censure de son compte par le régime de Zine el-Abidine Ben Ali.
En 2009, il présente sa candidature aux élections législatives dans la circonscription de Béja mais sa liste est invalidée.

### Lutte contre la censure sur Internet
En mai 2010, Yassine Ayari est l'un des initiateurs de la manifestation Nhar Ala Ammar, ayant pour but de dénoncer le contrôle et la censure appliqués par le régime sur Internet, ainsi que les opérations de recueil illicite de données des utilisateurs tunisiens du réseau. Il appelle à la mobilisation à travers de nombreuses publications sur son blog et sur les réseaux sociaux. Arrêté et interrogé par la police pendant plusieurs heures avant d'être relâché, les pressions qu'il subit par la suite de la part de la police, ainsi que sur son lieu de travail, le contraignent à l'exil en Belgique.
Pendant les événements qui mènent à la chute du régime Ben Ali, Yassine Ayari est très actif sur Internet par le partage d'informations et la mobilisation pour la libération des activistes arrêtés par la police.

### Rôle après la révolution
Le 18 mai 2011, le père de Yassine Ayari décède au cours d'un affrontement opposant des soldats à un groupe terroriste appartenant à Al-Qaïda au Maghreb islamique, à Rouhia, dans le gouvernorat de Siliana. Cet événement marque le début d'une série de propos controversés qu'il émet vis-à-vis de l'armée sur son blog et son compte Facebook.
En septembre 2011, il se présente en tant que candidat avec la liste indépendante « Les Jeunes Libres » (circonscription de Zaghouan) aux élections de l'assemblée constituante.
Le 18 novembre 2014, il est condamné par contumace par un tribunal militaire à trois ans de prison ferme pour avoir « porté atteinte » à l'armée dans des publications sur son compte Facebook. Résidant entre la Tunisie et la France, et n'ayant pas été informé de cette condamnation depuis son lieu de résidence à Paris, il se fait arrêter dès son retour à Tunis, le 25 décembre 2014. Le 3 mars 2015, sa peine est réduite en appel à six mois ferme.
Cette condamnation est fortement critiquée par les associations de défense des droits de l'homme, notamment Human Rights Watch qui déplore la condamnation d'un civil par un tribunal militaire ainsi que le chef d'accusation, « incompatible avec les obligations de la Tunisie aux termes de l'article 19 du pacte international relatif aux droits civils et politiques », et Reporters sans frontières.
Il est libéré le 17 avril 2015 pour bonne conduite et absence d'antécédents judiciaires, après avoir purgé plus de la moitié de sa peine.
En 2017, il se porte candidat à l'élection législative partielle causée par la démission de Hatem Ferjani, député de la circonscription de l'Allemagne, nommé secrétaire d'État chargé de la Diplomatie économique. Contre toute attente, il est élu en décembre à l'Assemblée des représentants du peuple, avec 21 % des suffrages exprimés, alors que l'abstention s'élève à 95 %. Il prête serment en février 2018.
En mars 2018, il est à nouveau condamné par contumace à seize jours de prison ferme par un tribunal militaire, verdict qui n'est pas exécuté malgré l'engagement du député à ne pas faire valoir son immunité parlementaire. Le 1er novembre 2018, la peine est alourdie à trois mois ferme en appel. 
Au total, Yassine Ayari cumule trois procès intentés par l'institution militaire à son égard pour diffamation. 
En 2019, il lance un mouvement baptisé Amal 2019 puis est réélu député comme candidat de la liste indépendante Espoir et travail dans la première circonscription de la France. En février 2020, une vingtaine de personnes dont Imen Bettaieb démissionnent de la liste pour protester contre sa gestion jugée autoritaire,.
En juillet 2021, son mouvement Espoir et travail annonce l'arrestation de Yassine Ayari, selon eux par des agents de la sécurité présidentielle et sans la présentation d'un ordre judiciaire,.

### Vie privée
Yassine est le fils de Tahar Ayari, lieutenant-colonel dans l'armée tunisienne tué lors d'affrontements à Rouhia le 18 mai 2011.

## Controverses

### Accusations de proximité avec l'islamisme radical
Yassine Ayari est considéré par certains médias comme « proche de l'islamisme radical », ce dont il se défend en rappelant que son propre père a été tué par les islamistes en mai 2011.

### Rumeurs concernant la position de l'armée pendant la révolution
Yassine Ayari a admis être à l'origine de la rumeur selon laquelle le général Rachid Ammar, alors chef d'État-Major des armées, aurait refusé l'injonction de réprimer les manifestations de la révolution tunisienne. Cette rumeur, reprise par la presse internationale et considérée par certains comme de la manipulation de masse, a été lancée selon lui comme « une ruse pour déstabiliser le régime Ben Ali, et encourager monsieur tout le monde à sortir dans la rue »,.

### Condamnation pour diffamation contre Hamma Hammami
Le 31 janvier 2016, Yassine Ayari publie sur les réseaux sociaux un document censé prouver que Hamma Hammami avait reçu, au nom de sa fille, une voiture de luxe à titre de cadeau des Émirats arabes unis, se plaignant que, lui-même et son épouse, n'avaient pas les moyens de s'offrir un véhicule.
Hamma Hammami décide de porter plainte pour « diffusion de fausses informations et atteinte à sa famille » et, le 4 février, remet à des journalistes une copie de la facture prouvant l'achat de ce véhicule d'occasion pour la somme de 13 800 dollars,.
En mars 2016, Ayari est condamné à 1 000 dinars d'amende pour diffamation.

### Affaire Fakhfakh
Yassine Ayari annonce le 15 juin 2020 son intention de poursuivre le chef du gouvernement Elyes Fakhfakh en raison d'un conflit d'intérêts, celui-ci ayant confirmé posséder 20 % des actions d'une entreprise travaillant dans le domaine de l'environnement avec l'État tunisien ; Ayari dit alors vouloir approcher le ministre d'État chargé de la Fonction publique, de la Gouvernance et de la Lutte contre la corruption, Mohamed Abbou, et appelle l'Instance nationale de lutte contre la corruption (INLUCC) à intervenir.
Cette dernière dépose deux rapports à ce sujet auprès de l'Assemblée des représentants du peuple (10 et 15 juillet) puis auprès du procureur de la République du pôle judiciaire, économique et financier le 16 juillet, ce dernier comportant « une demande d'ordonnance d'interdiction de voyage et de gel des fonds suspects sur la base de preuves sérieuses sur la commission de faits pouvant être classés dans la catégorie de la corruption ». Fakhfakh démissionne dès le 15 juillet à la demande du président de la République, après le dépôt d'une motion de censure par 105 députés, membres notamment d'Ennahdha — qui lui a retiré sa confiance la veille — et d'Au cœur de la Tunisie.

### Accusation de diffamation par Julien Balkany et Panoro Energy
En décembre 2018, Ayari adresse une question écrite au ministère tunisien de l'Industrie concernant le potentiel rachat de parts de la société Thyna Petroleum Service, spécialisée dans la prospection pétrolière au large de Sfax, et produisant 10 % du pétrole tunisien. Ladite société est à 51 % détenue par l'État tunisien ; le reste des parts intéresserait la société Panoro Energy, dont le conseil d'administration est dirigé par Julien Balkany (en). Ayari pointe dans sa question l'inexpérience de Panoro Energy dans le secteur pétrolier, ainsi que les liens de son dirigeant avec Patrick Balkany, son demi-frère, homme politique français connu de longue date pour des faits de corruption et de blanchiment d'argent.
Dans sa réponse à Ayari, le ministère tunisien indique que la banque centrale s'est saisie de la question. Il transmet également au député trois éléments : une note de l'ambassadeur de Tunisie en France, Abdelaziz Rassâa, un courrier d'un lanceur d'alerte anonyme que Rassâ a transmis au gouvernement, et des coupures de presse indiquant les liens financiers entre les deux Balkany, Julien ayant alimenté à plusieurs reprises un compte bancaire d'une SCI appartenant à son demi-frère. En mars 2019, Ayari publie ces trois éléments sur son profil Facebook. Le même mois, Julien Balkany dépose en son nom et au nom de sa société une plainte contre X, visant l'ambassadeur Rassâa et le député Ayari, pour diffamation à la suite de la publication de ces éléments, pourtant publics, sur le réseau social.